# Газети Сьєрра-Леоне
Десятки газет публікуються в Сьєрра-Леоне, 15 з них щоденні. Більшість газет є приватними.
- The Voice of Binkongoh [Архівовано 27 квітня 2022 у Wayback Machine.]
- allAfrica - Sierra Leone [Архівовано 2 березня 2021 у Wayback Machine.]
- All People's Communication [Архівовано 7 червня 2022 у Wayback Machine.] (партійна)
- Awareness Times
- Awoko [Архівовано 9 квітня 2022 у Wayback Machine.]
- Muslim Journal
- New citizen
- Peep [Архівовано 5 травня 2022 у Wayback Machine.]
- Sierra Leone Telegraph [Архівовано 7 червня 2022 у Wayback Machine.]
- Sierra Leone Daily Mail (партійна)

http://www.cocorioko.net [Архівовано 7 червня 2022 у Wayback Machine.].  Cocorioko 